# Taylor Hackford

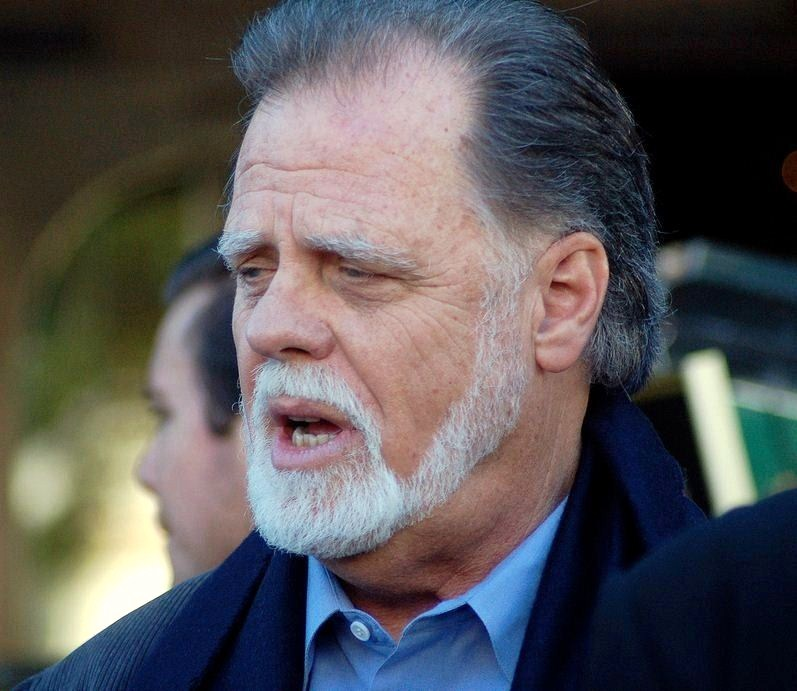
Taylor Hackford (2013)

 Taylor Edwin Hackford  (* 31. Dezember 1944 in Santa Barbara, Kalifornien) ist ein US-amerikanischer Filmregisseur und Filmproduzent.

## Leben und Karriere
Taylor Hackford besuchte die Santa Barbara High School und studierte an der USC School of International Relations. Nach dem Abschluss an der USC School of Cinema-Television im Jahr 1968 begann er seine Filmarbeit mit Dokumentationen für KCET, einen öffentlichen Sender in Los Angeles. Als einer der ersten Filmemacher etablierte er Rock-’n’-Roll-Sendungen im Fernsehen.
Für seine Dokumentarfilme und für seine journalistischen Beiträge erhielt er einen Associate Press Award sowie zwei Emmy Awards. Gleich für seinen ersten Kurzfilm Teenage Father (1978), bei dem er Regie führte, das Drehbuch schrieb und sein eigener Produzent war, wurde er mit einem Oscar in der Kategorie „Bester Kurzfilm“ belohnt. Diesen Preisen folgten weitere Auszeichnungen und Nominierungen. Sein Film Ray (2004) wurde ebenfalls mehrmals ausgezeichnet, darunter mit dem Oscar für den besten Hauptdarsteller (Jamie Foxx).
Von 2009 bis 2013 war Hackford amtierender Präsident der Directors Guild of America.
Hackford ist Vater des US-amerikanischen Schauspielers Rio Hackford (Darsteller des Stanley in dem Film Scotch and Milk, 1998). Seit dem 31. Dezember 1997 ist er mit der britischen Schauspielerin Helen Mirren verheiratet. Das Paar lebt abwechselnd in Italien, England oder Kalifornien.

## Filmografie (als Regisseur und Produzent)
- 1978: Teenage Father (Kurzfilm)
- 1980: Alle meine Stars oder Idolmaker – Das schmutzige Geschäft des Showbusiness (The Idolmaker)
- 1982: Ein Offizier und Gentleman (An Officer and a Gentleman)
- 1984: Gegen jede Chance (Against All Odds)
- 1985: White Nights – Die Nacht der Entscheidung (White Nights)
- 1987: Chuck Berry – Hail! Hail! Rock 'n' Roll
- 1987: La Bamba
- 1988: Ein Leben voller Leidenschaft (Everybody’s All-American)
- 1989: Rooftops – Dächer des Todes (Rooftops)
- 1991: Geboren in Queens (Queens Logic)
- 1993: Blood in, Blood out – Verschworen auf Leben und Tod (Bound by Honor)
- 1995: Dolores (Dolores Claiborne)
- 1996: When We Were Kings – auch Schnitt
- 1997: Im Auftrag des Teufels (The Devil’s Advocate)
- 1999: Greenwich Mean Time
- 2000: Lebenszeichen – Proof of Life (Proof of Life)
- 2004: Ray
- 2010: Love Ranch
- 2013: Parker
- 2016: The Comedian